# Sunnyslope (Kalifornija)
Sunnyslope je naseljeno područje za statističke svrhe u američkoj saveznoj državi Kalifornija. Prema popisu stanovništva iz 2010. u njemu je živjelo 5.153 stanovnika.